# Zephaniah Thomas
Zephaniah Joseph Thomas (Bradford, 14 novembre 1989) è un calciatore nevisiano, attaccante del Dearne & District.

## Carriera

### Club
Ha giocato in Inghilterra, in Canada, in Scozia, in Belgio e negli Stati Uniti.

### Nazionale
Debutta in nazionale il 10 ottobre 2012, in Saint Kitts e Nevis-Anguilla. Ha messo a segno la sua prima rete con la maglia della nazionale il 5 settembre 2014, in Saint Kitts e Nevis-Dominica.